# Provinzialismus
Als Provinzialismus (von lateinisch provincia ‚Provinz‘), beziehungsweise als Provinzialität, wird pejorativ eine Einstellung von Menschen bezeichnet, die eigene regionale oder örtliche Tradition als das Maß aller Dinge nehmen. In Frankreich deckt la France profonde ‚Das tiefe Frankreich‘ umgangssprachlich eine entsprechende sprachliche Figur ab.
Gegensätze dazu sind Urbanität oder auch Kosmopolitismus.

## Kennzeichnung
Vor allem der ländlichen und kleinstädtischen Bevölkerung wurde (und wird) damit ein begrenzter Horizont („Kirchturmhorizont“, „Horizont bis zum Ortsschild“) hinsichtlich ihrer Denkart nachgesagt. Nicht nur der Bevölkerung, sondern auch Institutionen kann Provinzialismus vorgeworfen werden. Provinzialismus wird oft mit Lokalpatriotismus, Kirchturmpolitik und Xenophobie in Verbindung gebracht.
Die Zuschreibung als provinziell wird bei den Betroffenen oft als städtischer Dünkel (Blasiertheit) empfunden.

## Sonstige Bedeutungen
Der Dramatiker T. S. Eliot prägte 1944 das Bonmot, die Menschheit würde an einem „Provinzialismus der Zeit“ und nicht des Raumes kranken. Es wird vielfach genutzt, um an langfristiges Denken, den Fortschritt und Folgen für zukünftige Generationen zu appellieren.